# Leptosiphon laxus
Leptosiphon laxus är en blågullsväxtart som först beskrevs av George Vasey och Rose, och fick sitt nu gällande namn av M. Porter och L.A. Johnson. Leptosiphon laxus ingår i släktet Leptosiphon och familjen blågullsväxter. Inga underarter finns listade i Catalogue of Life.